# Hyalinobatrachium bergeri
Espèce
Synonymes
- Centrolenella bergeri Cannatella, 1980

Statut de conservation UICN

 LC  : Préoccupation mineure
Hyalinobatrachium bergeri est une espèce d'amphibiens de la famille des Centrolenidae.

## Répartition
Cette espèce se rencontre de 300 à 1 980 m d'altitude sur le versant amazonien de la cordillère Orientale :
- en Bolivie dans les départements de Santa Cruz, de Cochabamba, de Beni et de La Paz,
- au Pérou dans les régions de Cuzco et de Puno.

## Description
Les mâles mesurent de 22,7 à 26,5 mm et les femelles de 23,2 à 26,3 mm.

## Étymologie
Cette espèce est nommée en l'honneur de Thomas J. Berger.

## Publication originale
- Cannatella, 1980 : Two new species of Centrolenella from Bolivia (Anura: Centrolenidae). Proceedings of the Biological Society of Washington, vol. 93, no 3, p. 714-724 (texte intégral).